# Ривака
Ривака (англ. Riwaka) — маленький городок на Южном острове Новой Зеландии. В административном отношении входит в состав региона Тасман. Расположен в 5 км к северу от города Мотуэка на западном побережье залива Тасман вблизи устья одноимённой реки.
Население города по данным на 2013 год составляет 867 человек. Ривака известна своим садоводством: здесь выращиваются яблоки, груши и киви.